# 藤井壮浩
藤井 壮浩（ふじい まさひろ、1973年3月6日-）は日本の元男子バレーボール選手、指導者。現在、東海大学体育学部教授、同大学女子バレーボール部監督。

## 来歴
宮城県桃生郡雄勝町（現石巻市）出身。中学1年生よりバレーボールを始める。
1990年、第21回春高バレーにおいて、東北高校のエースとして準優勝に大きく貢献。
東海大学進学後、1993年・1994年の全日本インカレ連覇に貢献し、1995年Vリーグ（当時）のNECブルーロケッツに入団。
NEC時代のVリーグでは、1996年第2回Vリーグ優勝、1999年第5回Vリーグ優勝などに貢献し、2002年現役引退。
現役引退後は指導者として、2008年より東海大学女子バレーボール部監督となり同年全日本インカレ準優勝、2010年の同大会準優勝。2011年の同大会では悲願の優勝に導いた。
2015年の第28回ユニバーシアード競技大会(韓国／光州)では女子バレーボールチームの監督を務め、18年ぶりの銅メダル獲得という快挙を成し遂げた。

## 球歴
選手
- 雄勝町立大須中学校
- 東北高等学校
- 東海大学
- NECブルーロケッツ（1995-2002年）

指導者
- 東京ヴェルディコーチ（2002-2003年）
- JTマーヴェラスコーチ（2003-2006年）
- 東海大学
  - コーチ（2006-2008年）
  - 監督（2008年-）

## ＤＶＤ
- 『東海大学女子バレーボール部 ～2008年からの試み Team fundamentals～』　ティアンドエイチ株式会社　2016年